# Abronia fimbriata
Abronia fimbriata là một loài thằn lằn trong họ Anguidae. Loài này được Cope mô tả khoa học đầu tiên năm 1884.